# مولد توربینی با خنک‌کننده هیدروژنی

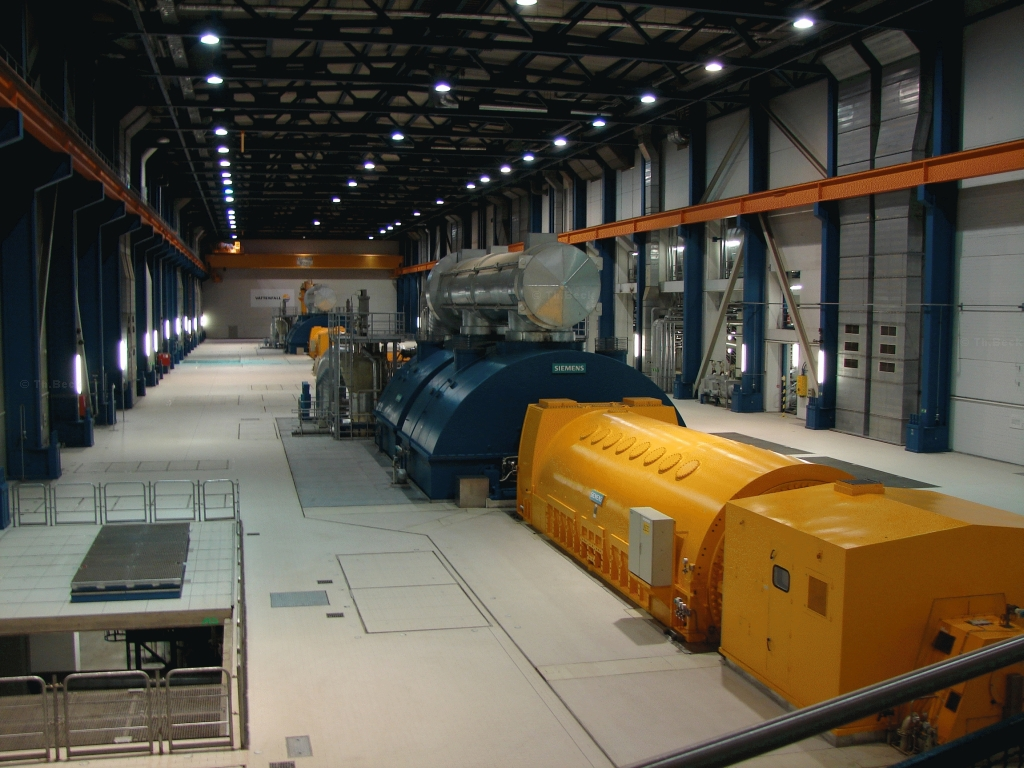
تصویری از یک مولد توربینی در کارخانه

مولد توربینی با خنک‌کننده هیدروژنی یک مولد توربینی است که با کمک گاز هیدروژن سرد می‌شود. این نوع مولدها در جاهایی مانند نیروگاه چرخه ترکیبی در کنار توربین‌های بخار بکار گرفته می‌شوند. به دلیل رسانندگی گرمایی بالای هیدروژن و دیگر برتری‌های آن، امروزه این گونه توربین‌ها پرکاربردترین در بستر خود اند.

## پیشینه
برای نخستین بار در سال ۱۹۳۷، کمپانی برق و روشنایی دیتون در دیتون، اوهایو از گاز هیدروژن به عنوان سردکننده در مولدهای توربینی که با هوا خنک می‌شدند، استفاده کرد.

## طراحی
از جمله ویژگی‌هایی از هیدروژن که در کاربرد آن به عنوان سردکننده در مولدها مؤثر بود، می‌توان به: چگالی پایین، ظرفیت گرمایی بالا و بالاترین رسانندگی گرمایی در میان همهٔ گازها اشاره کرد. هیدروژن ۷ تا ۱۰ بار نسبت به هوا در سردکنندگی بهتر است. برتری دیگر هیدروژن شناسایی سریع آن توسط حسگرهای هیدروژن است. ابعاد مولدهای با سردکنندهٔ هیدروژن بسیار کوچکتر است و در نتیجه هزینهٔ کمتری نسبت به مشابه شان که با هوا خنک می‌شود، دارند.
در مجموع سه نوع رویکرد سرد کردن وجود دارد. برای مولدهای تا ۳۰۰ مگاوات، می‌توان از خنک‌کاری با هوا، برای توان ۲۵۰ تا ۴۵۰ مگاوات از خنک‌کاری با هیدروژن و برای توان‌های بالاتر تا ۱۸۰۰ مگاوات از خنک‌کاری با آب و هیدروژن استفاده می‌شود. در این مولدها، بخش گردنده با هیدروژن و سیم پیچ‌ها که از لوله‌های مسی ساخته شده‌اند با آب خنک می‌شوند.